# Ivan Vidmajer
Ivan Vidmajer, slovenski judoist, * 24. december 1949, Slovenska Bistrica.
Vidmajer je za Jugoslavijo nastopil na Poletnih olimpijskih igrah 1976 v Montrealu, kjer je v lahki kategorijo osvojil 12. mesto.